# أوليسس راميريز نونيز
أوليسس راميريز نونيز (بالإسبانية: Ulises Ramírez Núñez)‏ هو سياسي مكسيكي، ولد في 2 أكتوبر 1967 في مدينة مكسيكو في المكسيك. حزبياً، نشط في حزب العمل الوطني. وقد انتخب عضو مجلس الشيوخ من المكسيك وانتخب عضو مجلس النواب المكسيك.